# Cal Girona Nou
Cal Girona Nou és una casa del Morell (Tarragonès) inclosa a l'Inventari del Patrimoni Arquitectònic de Catalunya. "Cal Girona Nou" rep aquest nom per a ser diferenciada de l'antiga casa que està situada dins la muralla del poble, al nucli antic. Fou construïda l'any 1765 i és un dels primers habitatges unifamiliars que es construïren a la vila.
Està en desús i en estat ruïnós.

## Descripció
La casa no presenta grans solucions estructurals. Pel que fa a la seva realització, cal destacar l'harmonia de les línies horitzontals que presideix tota la façana, i així podem observar que totes les portes i finestres tenen forma quadrada. Les portes d'accés, tenen forma arquitravada i una d'elles presenta una dovella enmig de l'arquitrau. L'alçat de l'edifici es perfila una planta baixa, un pis i unes golfes que deformen el conjunt i tenen unes finestres cobertes amb corbes. És aquí on podem observar la data de construcció de la casa. Cal destacar la cornisa que corona la casa amb ornamentació de motllures i perletes. En general podem dir, però, que l'estructura és senzilla.
També al carrer del molí es conserven les restes d'una antiga fàbrica de filatures molt deteriorada i de la que encara podem veure els primitius telers.